# Burgstall Hohenstein
Der Burgstall Hohenstein ist eine abgegangene Höhenburg im gleichnamigen Ortsteil der Gemeinde Engerwitzdorf im Bezirk Urfahr-Umgebung (in der Nähe von Hohenstein Nr. 2).

## Geschichte
Über die Erbauer der Burg gibt es nur Vermutungen, aber keine gesicherten Hinweise. Die Burg lag in einem Gebiet, in dem verschiedene Hochadelsfamilien zu verorten sind. Dazu gehörten im Süden die Steirischen Otakare mit dem Zentrum Steyregg und die Herren von Luftenberg, im Westen waren die Hochfreien Haselbacher mit dem Zentrum St. Magdalena, im Nordwesten und Norden waren die Herren von Haunsberg in Riedegg ansässig, im Osten reichte das Einflussgebiet der Hochfreien von Katsdorf bis zum Nockstein und Hohenstein. Jede dieser Familien könnten einem ihrer ritterlichen Lehensleute den Auftrag zur Errichtung einer Burg erteilt haben.
Im 12. Jahrhundert werden die Hohensteiner erwähnt. Dies war eine Familie, die auch auf der gleichnamigen Burg Hohenstein bei Gföhl im Waldviertel um 1156 erstmals urkundlich aufscheint. Eine am 7. Jänner 1281 ausgestellte Urkunde bestätigt eine Tauschvereinbarung des Klosters Wilhering und des Albero von Hohenstein wegen eines Bauerngutes zu Mautzling (Maisling) und Veling (Felling). Als Siegler treten auf: Leuthold von Kuenring, Gottschalk von Flacheneck, Otto von Tiernstein u. a. Mit dieser Urkunde ist belegt, dass Klöster und Adelige aus dem Lande ob der Enns im Waldviertel Besitzungen haben konnten und umgekehrt. Es wäre also denkbar, dass sich ein Zweig der Hohensteiner aus der Riedmark in das Waldviertel begeben hat oder von dort in die Riedmark gezogen ist.
Die ersten wirklichen schriftlichen Nachrichten über die Gegend am Hohenstein stammen aus dem Jahre 1332. Damals übergeben Jans von Kapellen und seine Hausfrau Kunigunde dem Kloster Pulgarn einige Güter zum Unterhalt von acht Frauen, darunter die Hube auf dem heiligen Stein (= Hohenstein). Dieses Gut hatten bereits Ulrich I. und Margaretha von Kapellen (1267–1301) besessen, und es kam über ihren Sohn Jans an dessen Söhne Ulrich IV. und Eberhard I. von Kapellen und mit deren Zustimmung an den heiligen Geist Orden zu Pulgarn. Bei diesem Bauerngut dürfte es sich um den Pfingsterbauern handeln, auf dessen Grund sich heute der Burgstall und die Kirche Hl. Ägidius befinden. Eine weitere Zuwendung an das Kloster Pulgarn erfolgte am 24. Juni 1342 mit der Schenkung des Waldes am Hohenberg durch Jans und Kunigunde von Kapellen und deren Söhne Ulrich und Eberhard („unser rechtes Erbteil unser Holz gelegen am Hohenberg und den ganzen Berg, alles das der Hohenberg heißt mit allen Marchen“). Diese Urkunde zeigt, dass der Großteil der Gegend am und um den Hohenstein in der Hand der Herren von Kapellen lag. Von der Burg am Hohenstein ist keine Rede mehr, vermutlich hatte sie man bereits aufgegeben.

Filialkirch St. Ägidius
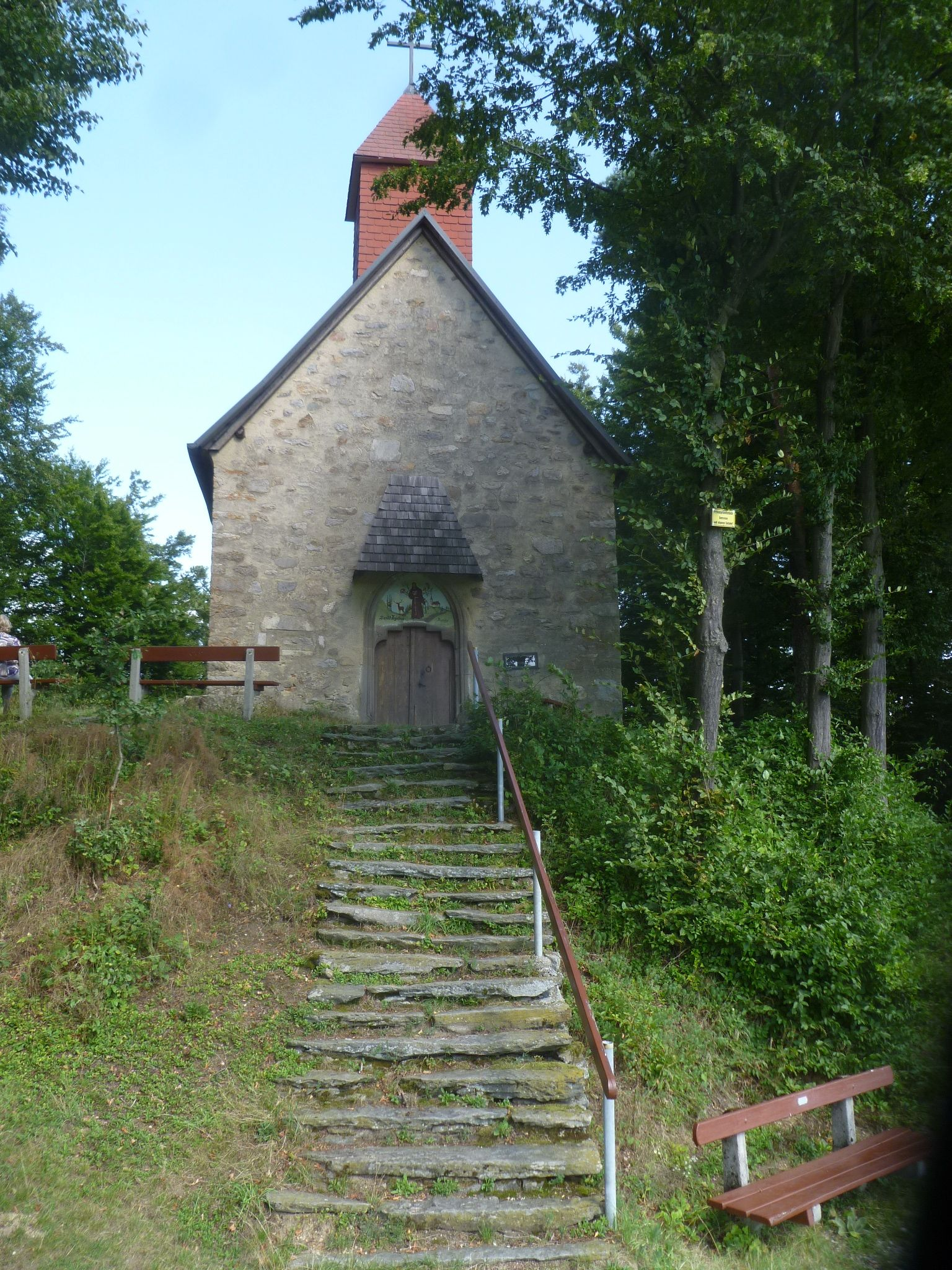
Treppenaufgang zur Filialkirche hl. Ägidius
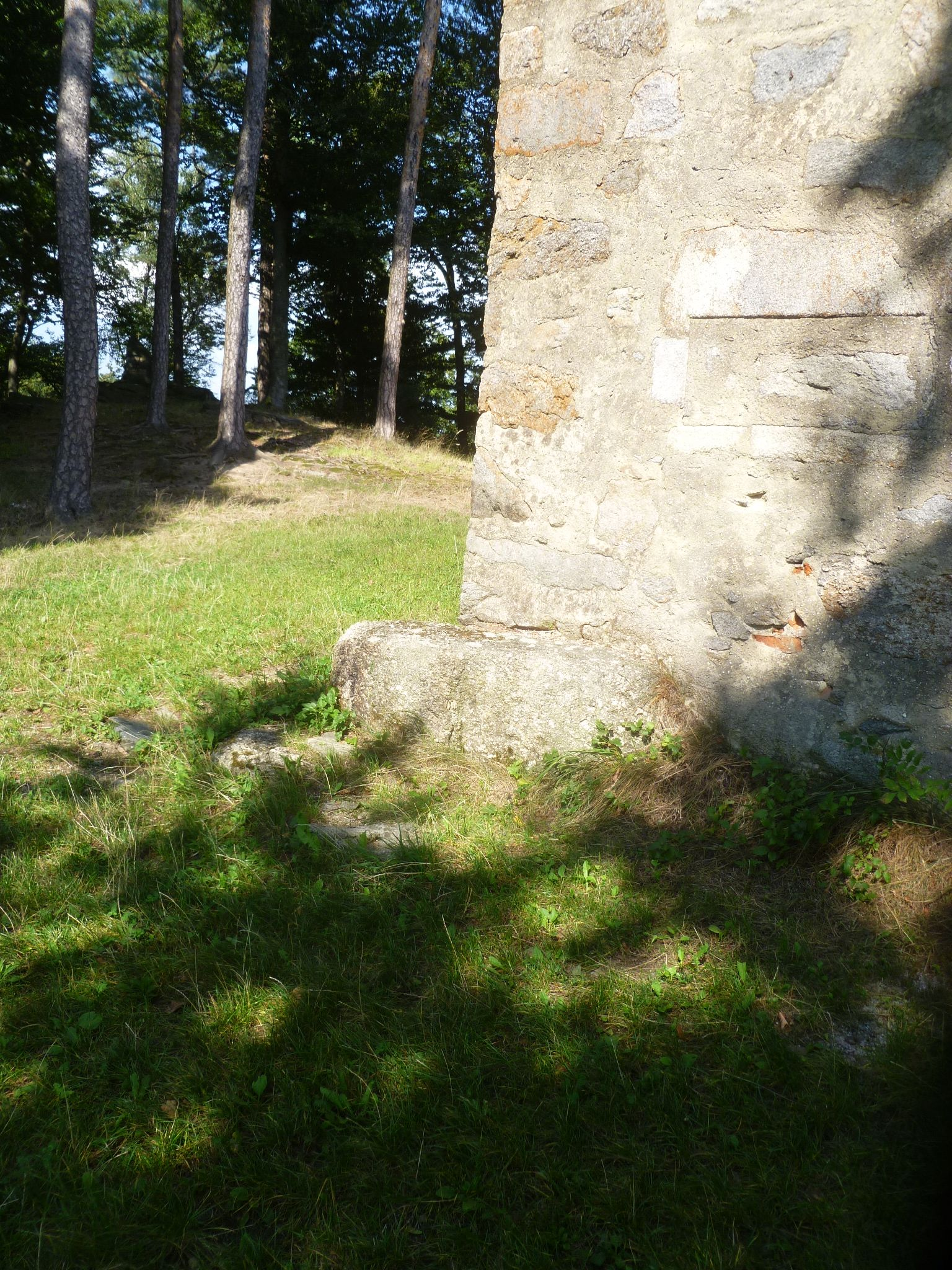
Filialkirche hl. Ägidius: Vermutlicher Toranschlag der Burg Hohenstein
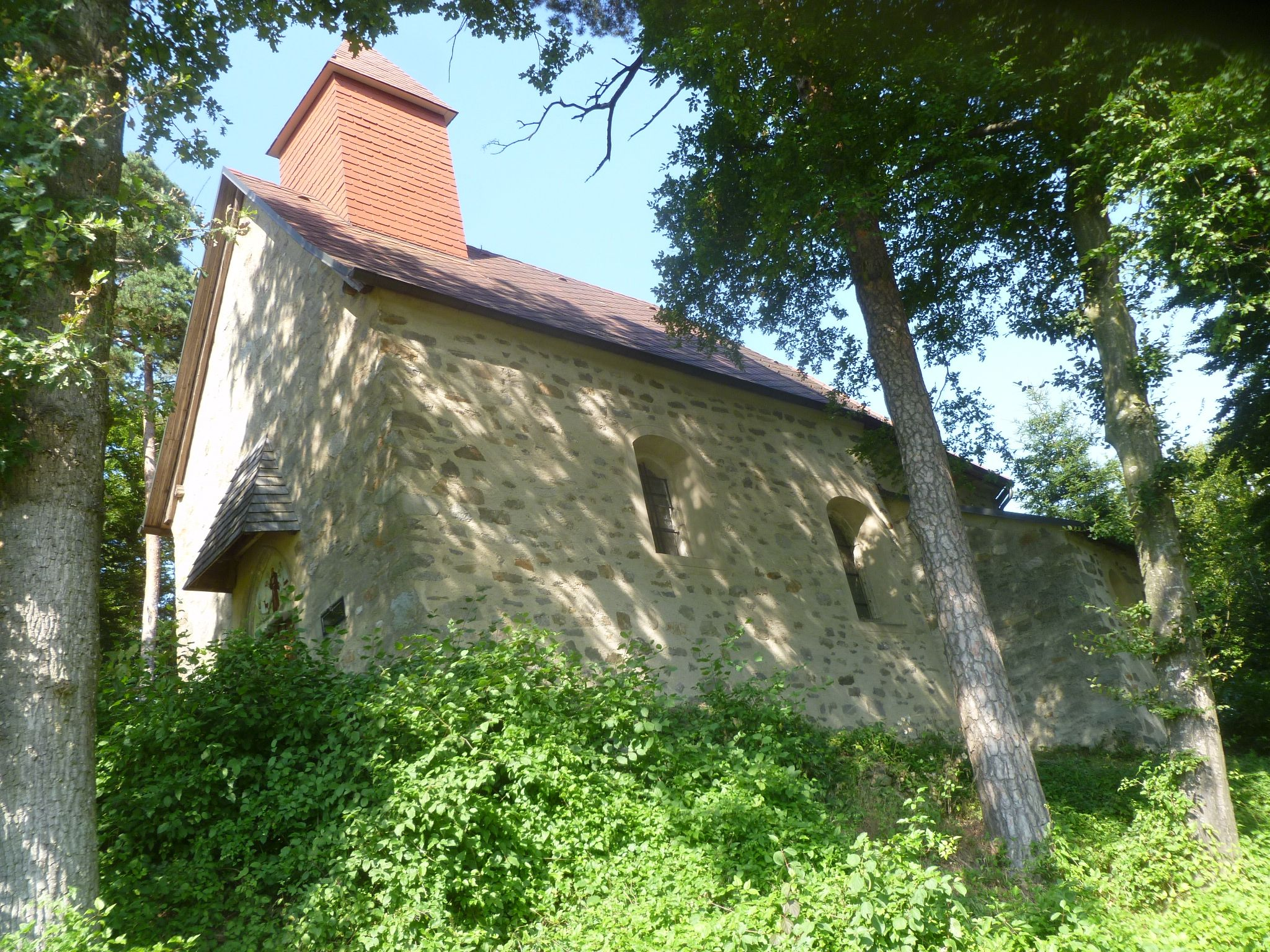
Filialkirche hl. Ägidius: Ansicht von Süden
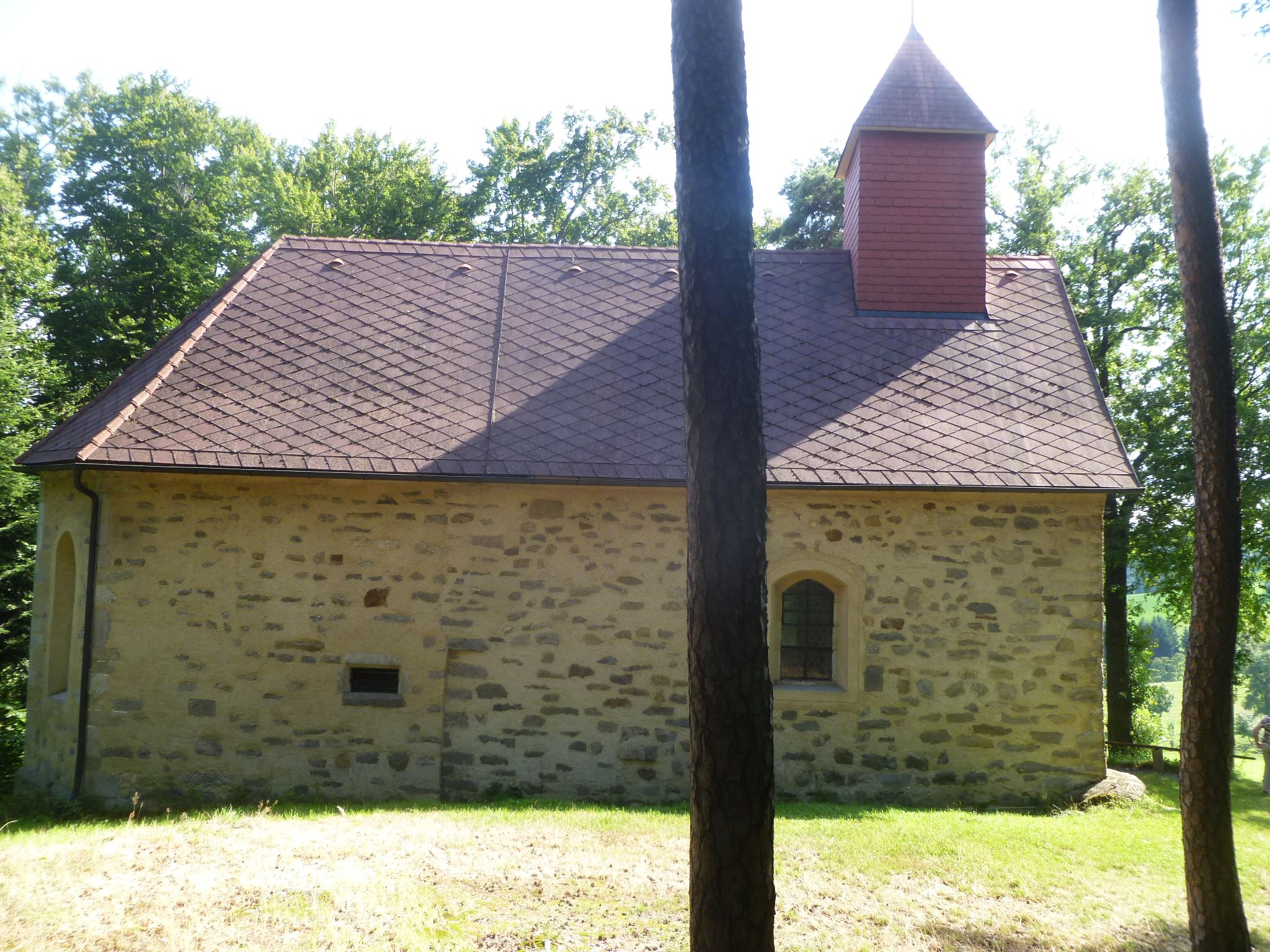
Filialkirche hl. Ägidius: Ansicht von Norden

## Filialkirche St. Ägidius
Aus dem Steinmaterial der ehemaligen Burgkapelle am Heiligen Stein ist das dem Hl. Ägidius geweihte frühgotische Kirchlein gebaut worden. Dieses wurde im 14. Jahrhundert erweitert. Angebaut wurde ein pfeilerloser überwölbter Chorbau, dessen Schlussstein heute in sekundärer Verwendung als Unterbau für einen Opferstock dient, dazu kam auch der Anbau einer Sakristei. Gegen Ende des 15. Jahrhunderts gelangte die Kirche an die Pfarrkirche Gallneukirchen. Ein um 1519 ausgestelltes Dokument des Pfarramtes Gallneukirchen besagt, dass neun Bauern am Hohenstein für die Abhaltung eines wöchentlichen Gottesdienstes neben den üblichen Abgaben auch eine Butterzehent an die Hauptkirche abliefern mussten. Bei der Filialkirche befand sich auch ein kleiner Friedhof, auf den heute noch der Flurname Freidhoffeld verweist. Im 17. Jahrhundert dürfte die Kirche sehr heruntergekommen gewesen sein, sodass man sich zu einer Renovierung und einem barockisierenden Umbau entschloss. Dieser fand dann 1680/81 statt, wie in den Passauer Bistumsmatrikeln vermerkt: „Die Filialkirche oder Kapelle des hl. Ägidius am Hohenstein zur Pfarrkirche Gallneukirchen gehörig wurde durch die Unbill der Zeiten zerstört und im Jahre 1680/81 aufs Neueste errichtet und wieder aufgebaut.“ Im Zuge der Säkularisation durch Kaiser Josef II. gelangte die Kirche 1786 in den Besitz des Pfingsterbauern am Hohenstein, sie ist noch heute im Privatbesitz der Familie Wall.

## Burgstall am Hohenstein heute
Die zum Burgstall gehörende Wall und Graben sind stark verschliffen; dahinter erhebt sich ein markanter Felshügel, auf dem sich beim Aufstieg über stark verwitterte Steinstufen rechts die Kirche befindet. An der Nordwestecke der Kirchenmauer befindet sich neben der Kirchentür der sogenannte Opferstein, der aber vermutlich durch seine senkrechte Abstemmung als Anschlag des ehemaligen Burgtores gedient hatte. Nach Norden steigt das felsige Terrain an, hier befand sich der Palas der ehemaligen Burganlage. Hinter der Felskanzel stürzen die Felsen steil in den dahinterliegenden Weingraben ab. Auf der Spitze der kleinen Erhebung wurde der sog. Jägerstein durch die Jagdgesellschaft Engerwitzdorf errichtet.
1981 und 1982 wurden Grabungen am Fuße des Felsmassives durch Alfred Höllhuber, Franz Kranzler und Leopold Josef Mayböck durchgeführt. Am eigentlichen Burgplatz wurde keine Untersuchung vorgenommen. Es konnten zahlreiche romanische und frühgotische Tonscherben von verschiedenen Gefäßen gefunden werden, auch Metallgegenstände, wie eine Pfeilspitze, Messer, Sporen, Beil, Schlüssel, kamen zur Vorschein. Bemerkenswert war der Fund einer Jakobsmuschel, ebenso fanden sich Knochen (darunter ein Sau- und Hundsschädel). Bei den gefundenen zwei Münzen handelte es sich um einen Silbernen Breitpfennig, geschlagen in Enns um 1158, und einen Hälbling um 1170.
Es fanden sich auch urzeitlichen Artefakt, so das Fragment eines Steinbeiles und ein steinerner Faustkeil. Vielleicht erklärt sich dadurch die immer wieder auftauchende Meinung, dass es sich hier um eine vorchristliche Kult- zumindest aber um eine Siedlungsstätte handelt, auch der Name am heiligen Stein verweist auf diese Vermutung. Der Altbauer Franz Wall (Pfingsterbauer) fand am sogenannten Freidhoffeld ebenfalls einige Steinbeile. Die Fundobjekte befinden sich im Besitz des OÖ. Landesmuseums, einzelne Objekte (vergoldeter Zaumzeugbeschlag) sind im OÖ. Burgenmuseum Reichenstein ausgestellt.
Südlich der Burgstelle dürfte sich eine Wüstung befinden.